# 친구 (인사)

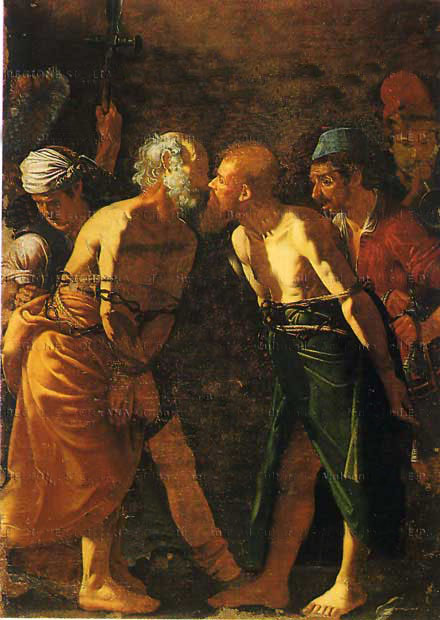
사도 베드로와 바울로가 순교 전에 친구를 나누는 모습 (알론소 로드리게스, 16세기, 메시나 박물관)

친구(親口, 라틴어: osculum 오스쿨룸[*]) 또는 평화의 입맞춤(平和----, 라틴어: osculum pacis 오스쿨룸 파치스[*])은 기독교 인사법이다. 존경을 나타내며, 평화를 비는 인사법으로, 입맞춤 외에 악수나 포옹, 다른 제스처 등으로 대체될 수 있으며, 이때는 평화의 인사(平和-人事, 라틴어: signum pacis 시그눔 파치스[*])라 부른다.

## 같이 보기
- 볼키스
- 손등 키스
- 유다의 입맞춤